# Friedrich Wilhelm Alexander von Mechow
Friedrich Wilhelm Alexander von Mechow (9 de Dezembro de 1831 - 14 de Março de 1904) foi um explorador prussiano da África, e naturalista. Von Mechow era um colecionador especializado em fanerógamas, particularmente de Angola. Possuía a patente de major do exército prussiano.
A borboleta Papilio mechowi foi nomeada em sua homenagem.